# Kim Hill
Kim Hill (* 7. August 1972 in Syracuse, New York; eigentlich Kimberley Marie Lockett) ist eine US-amerikanische Soul-Sängerin und Songwriterin. Sie wurde bekannt als Stimme der Black Eyed Peas.

## Leben
Sie trennte sich 2000 aufgrund künstlerischer Differenzen von den Black Eyed Peas, denen Kim Hill seit 1995 angehörte. Die Band entwickelte sich musikalisch in eine Richtung, die sie nicht mittragen wollte. Zu den Umständen der Trennung nahm sie in einer im Dezember 2019 auf dem Youtube-Kanal der New York Times veröffentlichten Kurzdokumentation Stellung.
Darüber hinaus arbeitete sie im Studio und live mit Künstlern wie No Doubt, Notorious B.I.G., 2Pac, OutKast, Jane’s Addiction, Cody Chestnutt, Slum Village, Raphael Saadiq, Jody Watley, De La Soul, The Pharcyde, A Tribe Called Quest und Aaliyah zusammen.

## Veröffentlichte Alben und Singles
- Suga Hill (2002)
- Summertime in Aspen (2002)
- Right Now (2005)